# Steinerner Geschichtsgarten der Stadt Horb am Neckar

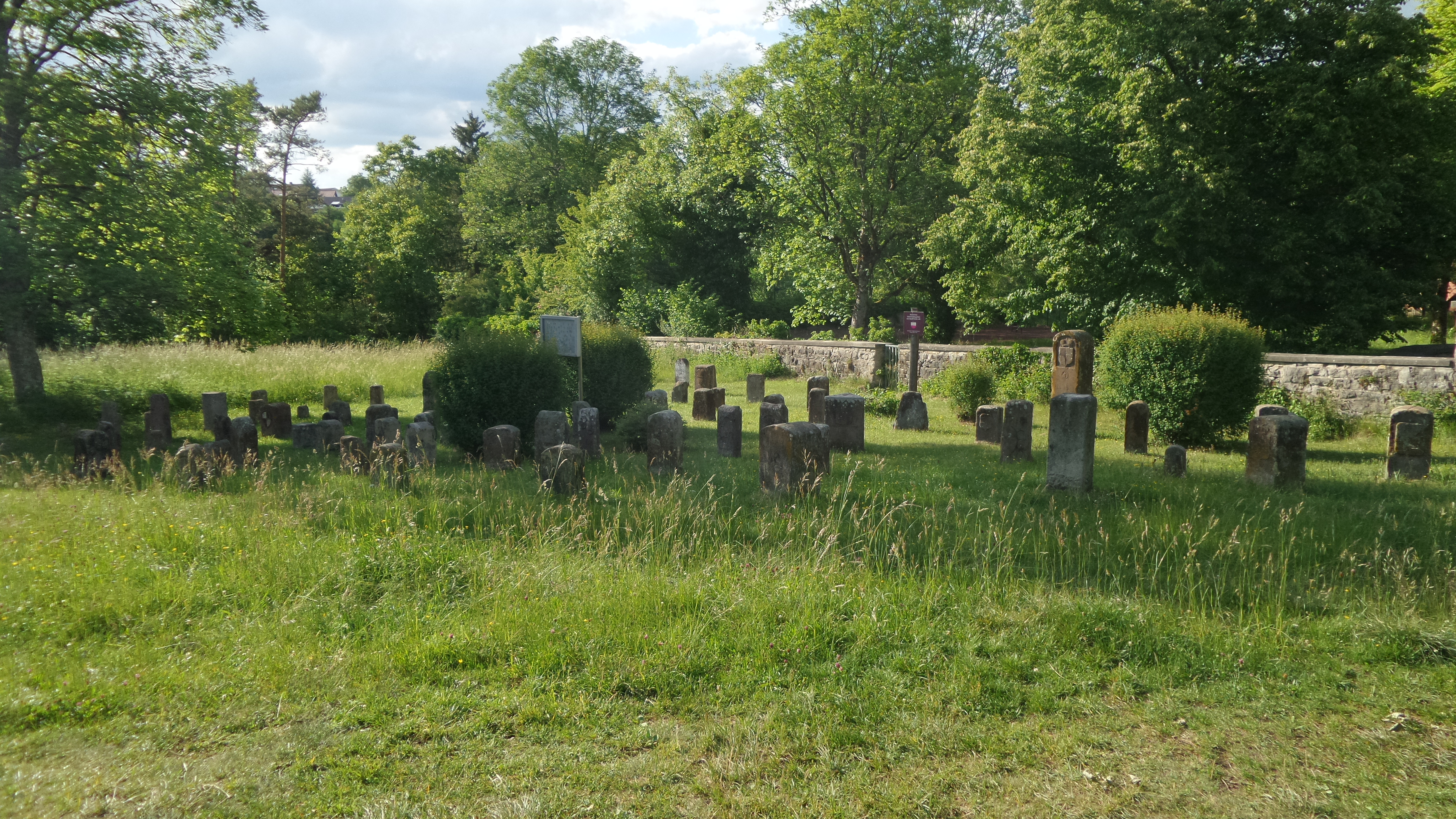
Steinerner Geschichtsgarten in Horb am Neckar

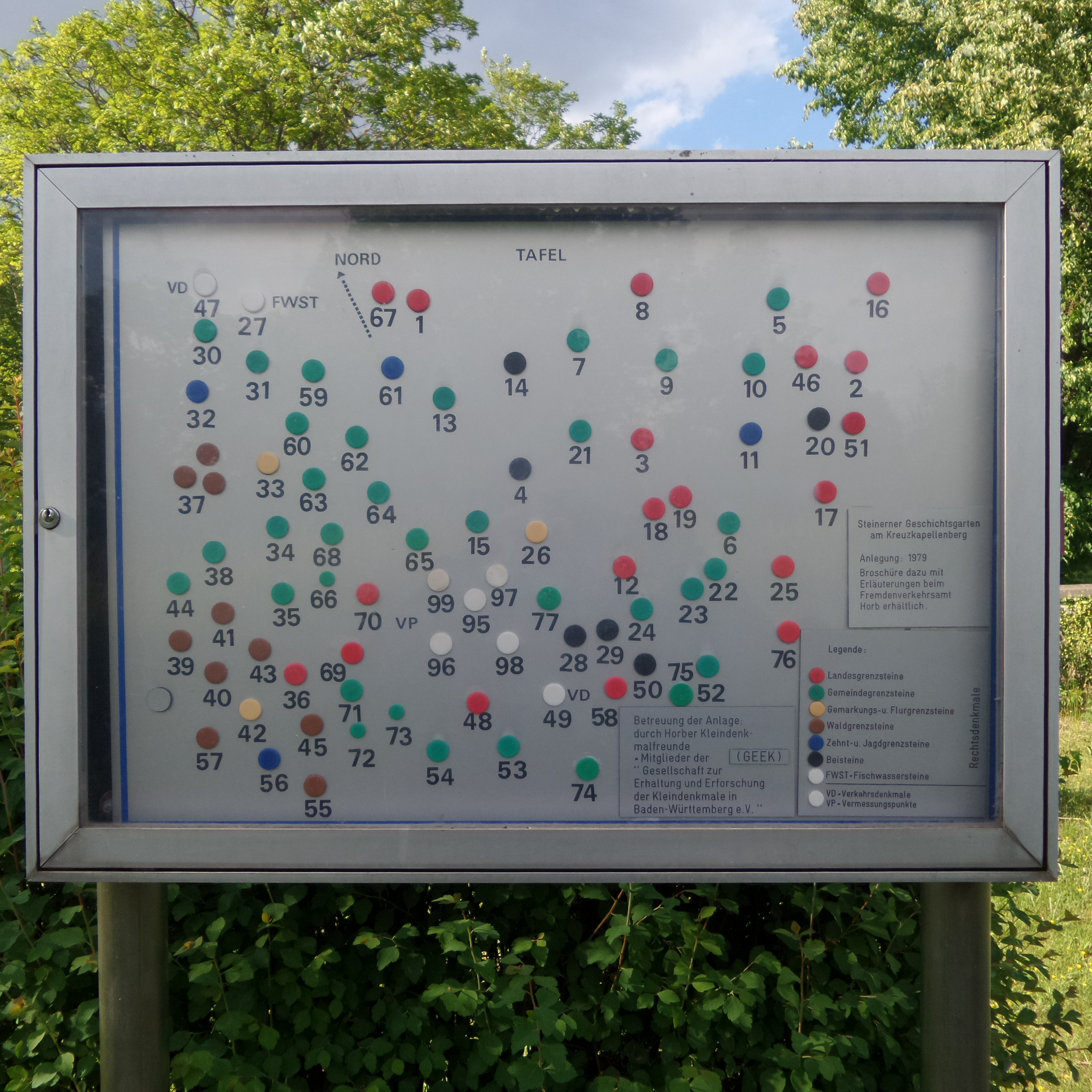
Grenzsteine im Steinernen Geschichtsgarten der Stadt Horb am Neckar

Der Steinerne Geschichtsgarten der Stadt Horb am Neckar ist ein einteilig konzeptioniertes Museum in der baden-württembergischen Gemeinde Horb am Neckar im Landkreis Freudenstadt.
Es erinnert an die im Mittelalter begründeten, höchst komplizierten Grenzverhältnisse zwischen den Hohenzollernschen Landen und Württemberg um Horb am Neckar.

## Freilichtmuseum
Der Steinerne Geschichtsgarten der Stadt Horb am Neckar wurde im Jahr 1979 gegründet und sukzessive ausgebaut und mit immer weiteren Grenzsteinen versehen.

### Freilichtanlage
Die Freilichtanlage des steinernen Geschichtsgartens () befindet sich oberhalb des Friedhofs in der Kreuzerstraße in Horb am Neckar.
Es werden etliche Grenzsteine und deren Bedeutung wiedergegeben. Eine Informationstafel erläutert das Museumskonzept.